# Nantelmus (Bischof von Genf)
Nantelmus  war von 1185 bis 1205 Bischof von Genf.
Über seine Herkunft ist nichts bekannt. Er war Kartäuser, Prior der Kartausen von Vallon und Saint-Hugon. Seit 1181 war Nantelmus Propst des Domkapitels von Genf. Das genaue Datum der Wahl zum Bischof ist unbekannt, er wird erstmals am 11. November 1185 als Bischof erwähnt, als ihm in Pavia Kaiser Friedrich I. die Regalien verlieh. Er begleitete den Kaiser bis ins folgende Jahr in Italien und Deutschland. im Jahr 1188 beendete ein Vergleich mit Graf Wilhelm I. von Genf die Streitigkeiten zwischen den Genfer Bischöfen und den Grafen von Genf. Wegen seines Alters und schlechten Gesundheitszustandes reichte er ein Rücktrittsgesuch ein, das Papst Innozenz III. am 11. Juli 1205 akzeptierte.